# Parcipromus cooki
Parcipromus cooki är en mångfotingart som först beskrevs av Ottis Robert Causey 1955.  Parcipromus cooki ingår i släktet Parcipromus och familjen Xystodesmidae. Inga underarter finns listade i Catalogue of Life.